# یکشنبه خونین (۱۹۷۲)
یکشنبه خونین – گاهی به نام کشتار باگساید – نیز شناخته می‌شود، حادثه‌ای خونین است که در ۳۰ ژانویه ۱۹۷۲ در منطقه باگساید شهر دری ایرلند شمالی اتفاق افتاد. در این حادثه سربازان انگلیسی به ۲۶ شهروند غیر مسلح که در راهپیمایی اعتراضی علیه توقیف دیمیتریوس شرکت کرده‌بودند آتش گشودند. چهارده نفر در اثر این تیراندازی جان خود را از دست دادند که سیزده نفر آن‌ها در حین این حادثه کشته شدند و نفر چهاردهم  چهار ماه بعد بر اثر جراحات حاصل از این تیراندازی جان خود را از دست داد.. بسیاری از قربانیان هنگامی مورد اصابت گلوله قرار گرفتند  که در حال فرار از سربازان بودند و برخی نیز در حالی که سعی می‌کردند به مجروحان کمک کنند کشته شدند. معترضان دیگر طی اصابت با گلوله های لاستیکی یا باطوم مجروح شدند و دو نفر نیز توسط اتومبیل‌های ارتشی زیر گرفته شدند. این پیاده‌روی توسط گروه‌های سازمان حقوق مدنی ایرلند شمالی و جنبش مقاومت شمال سازماندهی شده بود. سربازان درگیر اعضای گردان اول نظام و چترباز بودند که با نام پارا ۱هم شناخته می‌شد.
دو تحقیق توسط دولت بریتانیا در این باره انجام شد. دادگاه ویدگری که تقریباً بلافاصله پس از حادثه برگزار شد تقریباً به‌طور مشخصی سربازان و مقامات انگلیسی را بی‌تقصیر تشخیص داد. این دادگاه تیراندازی سربازان را با عنوان "مرز بی پروایی" خواند ولی ادعای آن‌ها را که آن‌ها با گلوله افراد مسلح و بمب-انداز را مورد هدف قرار دادند را قبول نمود. گزارش این دادگاه به عنوان یک "ماست مالی" بزرگ مورد انتقاد قرار گرفت. در خواست ساویل که به ریاست لرد ساویل از نیوجگیت در سال ۱۹۹۸ مجدداً این حادثه را بررسی نمود که پس از ۱۲ سال جستجو گزارش ساویل در سال ۲۰۱۰ به اطلاع عموم رسید و به این نتیجه رسید که این کشتار غیرقابل قبول می‌باشد و نمی‌تواند توجیه پذیر باشد. این گزارش به این نتیجه رسید که تمام کسانی که به ضرب گلوله کشته شدند غیر مسلح بودند و هیچ یک از آنهای به عنوان یک تهدید جدی است مطرح نبودند و اتهامات پرتاب بمب و تیراندازی به عمد برای توجیه عمل سربازان مطرح شده بودند.. در پی انتشار این گزارش نخست وزیر بریتانیا دیوید کامرون از طرف انگلستان به صورت رسمی عذرخواهی نمود. پس از این پلیس با شروع تحقیقات به قتل در باره این کشتار کرد.